# Les Cailloux
Pour les articles homonymes, voir Cailloux.
Les Cailloux est un groupe musical québécois ayant existé de 1962 à 1968 et spécialisé dans l'interprétation en style folk de chansons traditionnelles françaises et québécoises.
Il était composé de Jean-Pierre Goulet (guitare & voix), Jean Fortier (guitare et voix), Robert Jourdain (contrebasse, guitare et voix) et Yves Lapierre (guitare, banjo, voix et arrangements).

## Histoire
Les quatre membres, qui fréquentaient le Collège Saint-Paul de Montréal à l'époque où Robert Charlebois s'y trouvait[réf. nécessaire], décident de faire de la musique ensemble en novembre 1962. Ils font la première partie de Pauline Julien en 1965 et remportent quelques prix au Festival du disque en 1965 et 1966. 
Ils animent leur propre émission Les Cailloux à Radio-Canada en 1967 et parcourent les scènes du monde, y compris à l'Olympia de Paris, en compagnie de Gilles Vigneault, Louise Forestier et Clémence DesRochers.
Ils se séparent en 1968. Yves Lapierre devient par la suite un compositeur et arrangeur recherché. De son côté, Jean Fortier publie, en solo entre 1967 et 1970, trois singles et un album de chansons plus modernes, avant d'être hospitalisé en septembre 1970 et il meurt début 1971. 
Jean-Pierre Goulet enseigne d'abord au collégial, dont au Collège de l'Assomption, pour ensuite devenir consultant en pédagogie collégiale. Robert Jourdain devient professeur d'anglais au secondaire et continue d'être actif dans la musique folklorique au sein de plusieurs formations musicales, dont Carcajou, Turlure, Chasse-Galerie et BardeFou. Il meurt le 15 mars 2012 à l'âge de 66 ans à la suite d'une courte maladie.